# Барієв Радік Абрарович
Барієв Радик Абраровіч (* 31 липня 1961, с. Білокоровичі Житомирської області, Українська РСР) — льотчик-випробувач, кандидат військових наук, генерал-майор армії РФ (2012). Герой Росії (2006).

## Життєпис
Народився 31 липня 1961 року в селі Білокоровичі Житомирської області (Україна). Син офіцера Радянської Армії. Закінчив середню школу.
У Збройних Силах РСРС з 1978 року. У 1982 р закінчив Качинське вище військове авіаційне училище льотчиків. Служив у 145-му винищувальному авіаційному полку в Прикарпатському військовому окрузі (м. Івано-Франківськ). У 1988 поступив в ВВА ім. Гагаріна.
З 1991 — у Центрі підготовки льотчиків-випробувачів Державного льотно-випробувального центру ім. В. П. Чкалова. (г. Ахтубінск), по закінченні якого служить льотчиком — випробувачем.
З січня 2003 — начальник льотно-267 випробувального центру ГЛІЦ.
За період льотної та випробувальної роботи освоїв і випробував (до 2006 року) 52 типів та модифікацій літаків. Загальний наліт становить понад 3000 годин, у тому числі випробувальний наліт становить понад 2000 годин. Є провідним льотчиком у випробуваннях літаків Як-130, Су-30МКІ, Су-30МКК, Су-34, МіГ-АТ, Ту-160.
Всього провів 13 державних випробувань нової авіаційної техніки. Неодноразово потрапляючи в аварійну ситуацію при виконанні складних завдань, щоразу рятував дорогу машину і приводив її на свій аеродром.
З 2007 року — заступник начальника ГЛІЦ.
Указом Президента РФ від 17 липня 2009 призначений на посаду начальника ДЛВЦ імені В. П. Чкалова. Живе в місті Ахтубінськ Астраханській області.

## Нагороди
- Указом Президента Російської Федерації від 4 лютого 2006 року за мужність і героїзм, проявлені при випробуванні нової авіаційної техніки старшому льотчику-випробувачу, начальнику льотно-випробувального центру ГЛІЦ Радіку Барієв присвоєно звання Героя Російської Федерації.
- Нагороджений орденом Червоної Зірки, орденом Мужності, медалями.